# Leo Reuss
Leo Reuss (né Leo Moritz Reis le 30 mars 1891 à Dolyna, Galicie, Autriche-Hongrie; mort le 1er avril 1946 à Manille, Philippines) est un acteur et réalisateur autrichien. Après son départ pour les États-Unis, il anglicisa son nom en Lionel Royce.

## Biographie
Leo Reuss fut un élève de l'Académie de musique et d'arts du spectacle de Vienne. Après la Première Guerre Mondiale, il travailla dans des théâtres privés de Vienne et, en 1921, il fut engagé à l'Hamburger Kammerspiele d'Erich Ziegel. En 1923, il partit pour le Konzerthaus de Berlin de Leopold Jessner, puis, avec Agnes Straub, il joua entre autres au Theater am Schiffbauerdamm et au Theater am Kurfürstendamm.
Juif, Leo Reuss fut interdit de travailler et dut s'exiler.

## Filmographie partielle
- 1923 : I.N.R.I. de Robert Wiene
- 1930 : Die Jagd nach dem Glück de Rochus Gliese
- 1930 : Flachsmann als Erzieher de Carl Heinz Wolff
- 1931 : 1914, fleurs meurtries (1914, die letzten Tage vor dem Weltbrand) de Richard Oswald
- 1939 : Edith Cavell (Nurse Edith Cavell) d'Herbert Wilcox
- 1939 : Pack Up Your Troubles de H. Bruce Humberstone : Gen. von Boech
- 1939 : Les Aveux d'un espion nazi d'Anatole Litvak
- 1940 : Le Fils de Monte-Cristo de Rowland V. Lee
- 1940 : Passion sous les tropiques (Victory) de John Cromwell
- 1940 : The Man I Married de Irving Pichel
- 1941 : En route vers Zanzibar de Victor Schertzinger
- 1942 : Espionne aux enchères de Sidney Lanfield
- 1942 : La Blonde de mes rêves de Sidney Lanfield
- 1943 : December 7th de John Ford et Gregg Toland
- 1943 : Un commando en Bretagne (Assignment in Brittany) de Jack Conway
- 1945 : Tarzan et les Amazones (Tarzan and the Amazons) de Kurt Neumann